# German Open 2016 - Qualificazioni singolare
Le qualificazioni del singolare del German Open 2016 sono state un torneo di tennis preliminare per accedere alla fase finale della manifestazione. I vincitori dell'ultimo turno sono entrati di diritto nel tabellone principale. In caso di ritiro di uno o più giocatori aventi diritto a questi sono subentrati i lucky loser, ossia i giocatori che hanno perso nell'ultimo turno ma che avevano una classifica più alta rispetto agli altri partecipanti che avevano comunque perso nel turno finale.

## Teste di serie
1. Thiago Monteiro (qualificato)
2. Guido Andreozzi (primo turno)
3. Steven Diez (qualificato)
4. Daniil Medvedev (qualificato)

1. Axel Michon (primo turno)
2. Jan Šátral (qualificato)
3. Jan Mertl (ultimo turno)
4. Michal Konečný (primo turno)

## Qualificati
1. Thiago Monteiro
2. Jan Šátral

1. Steven Diez
2. Daniil Medvedev

## Tabellone

### Legenda
| - Q = Qualificato - WC = Wild card - LL = Lucky loser | - ALT = Alternate - SE = Special Exempt - PR = Protected Ranking | - w/o = Walkover - r = Ritirato - d = Squalificato |

### Sezione 1
|  | Primo turno | Primo turno     | Primo turno     | Primo turno | Primo turno |  |  | Ultimo turno | Ultimo turno    | Ultimo turno | Ultimo turno | Ultimo turno |  |
|  |             |                 |                 |             |             |  |  |              |                 |              |              |              |  |
|  | 1           | Thiago Monteiro | Thiago Monteiro | 6           | 6           |  |  |              |                 |              |              |              |  |
|  | WC          | Demian Raab     | Demian Raab     | 2           | 1           |  |  | 1            | Thiago Monteiro | 7            | 62           | 6            |  |
|  |             | Daniel Masur    | Daniel Masur    | 6           | 6           |  |  |              | Daniel Masur    | 6            | 7            | 3            |  |
|  | 8           | Michal Konečný  | Michal Konečný  | 3           | 3           |  |  |              |                 |              |              |              |  |

### Sezione 2
|  | Primo turno | Primo turno         | Primo turno         | Primo turno | Primo turno |  |  | Ultimo turno | Ultimo turno        | Ultimo turno        | Ultimo turno | Ultimo turno |  |
|  |             |                     |                     |             |             |  |  |              |                     |                     |              |              |  |
|  | 2           | Guido Andreozzi     | Guido Andreozzi     | 2           | 1           |  |  |              |                     |                     |              |              |  |
|  | WC          | Cedrik-Marcel Stebe | Cedrik-Marcel Stebe | 6           | 6           |  |  | WC           | Cedrik-Marcel Stebe | Cedrik-Marcel Stebe | 4            | 4            |  |
|  |             | Lorenzo Sonego      | 4                   | 6           | 62          |  |  | 6            | Jan Šátral          | Jan Šátral          | 6            | 6            |  |
|  | 6           | Jan Šátral          | 6                   | 3           | 7           |  |  |              |                     |                     |              |              |  |

### Sezione 3
|  | Primo turno | Primo turno  | Primo turno  | Primo turno | Primo turno |  |  | Ultimo turno | Ultimo turno | Ultimo turno | Ultimo turno | Ultimo turno |  |
|  |             |              |              |             |             |  |  |              |              |              |              |              |  |
|  | 3           | Steven Diez  | Steven Diez  | 6           | 7           |  |  |              |              |              |              |              |  |
|  |             | Yann Marti   | Yann Marti   | 3           | 5           |  |  | 3            | Steven Diez  | Steven Diez  | 6            | 6            |  |
|  |             | Matteo Viola | Matteo Viola | 6           | 6           |  |  |              | Matteo Viola | Matteo Viola | 4            | 4            |  |
|  | 5           | Axel Michon  | Axel Michon  | 2           | 1           |  |  |              |              |              |              |              |  |

### Sezione 4
|  | Primo turno | Primo turno           | Primo turno           | Primo turno | Primo turno |  |  | Ultimo turno | Ultimo turno    | Ultimo turno    | Ultimo turno | Ultimo turno |  |
|  |             |                       |                       |             |             |  |  |              |                 |                 |              |              |  |
|  | 4           | Daniil Medvedev       | Daniil Medvedev       | 6           | 6           |  |  |              |                 |                 |              |              |  |
|  | WC          | Nico Matic            | Nico Matic            | 4           | 2           |  |  | 4            | Daniil Medvedev | Daniil Medvedev | 6            | 6            |  |
|  |             | Roberto Ortega Olmedo | Roberto Ortega Olmedo | 4           | 2           |  |  | 7            | Jan Mertl       | Jan Mertl       | 4            | 2            |  |
|  | 7           | Jan Mertl             | Jan Mertl             | 6           | 6           |  |  |              |                 |                 |              |              |  |